# Juan Campodónico
Juan Campodónico (Montevideo, 16 de febrero de 1971) es un músico, compositor, productor y DJ uruguayo.
Creador e integrante de proyectos como El Peyote Asesino, Bajofondo y Campo. Ha producido álbumes de Jorge Drexler (Frontera, Sea, Eco, 12 Segundos de Oscuridad), Luciano Supervielle, Bajofondo (Tango Club, Mar Dulce, Presente), El Cuarteto de Nos (El Cuarteto de Nos, Raro, Bipolar, Porfiado, Habla tu Espejo, Jueves), La Vela Puerca (El impulso), OMAR, Sordromo, No Te Va Gustar, Santullo y Ximena Sariñana entre otros. Ha ganado varios Premios Grammy Latinos, Premios Gardel y Premios Graffiti por su trabajo como productor, además de varios Discos de Oro.

## Biografía
Es hijo del actor y profesor de geografía uruguayo Cesar Campodónico.
Nacido en Uruguay, Campodónico a muy temprana edad se trasladó junto con su familia a México exiliados luego del golpe de Estado de 1973. En 1984, de regreso en Montevideo, comienza a formar parte de varias bandas de rock y pop como Públicas Virtudes y Mary Poppins; acompañó a cantautores, tocó en grupos de covers, hizo música para teatro, publicidad y dio clases de música para ganarse la vida.

### El Peyote Asesino
Promediando los años 1990 creó junto a otros músicos, la banda Peyote Asesino, la primera en Uruguay que fusionó hip-hop, rock y grunge. La banda tuvo una gran aceptación en Uruguay, sirviendo de influencia a otros grupos y logrando bastante difusión. Lo que llamó la atención de Gustavo Santaolalla, en ese entonces el productor más importante del rock latino, productor entre otros de Divididos, Café Tacuba y Molotov. Santaolalla produce en Los Ángeles el segundo disco de Peyote titulado Terraja, dándole proyección internacional.

### Bajofondo
Campodónico junto a Gustavo Santaolalla creó Bajofondo en 2001, con la idea de reunir un colectivo de artistas de Argentina y Uruguay dedicados a crear música contemporánea del Río de la Plata. El proyecto fue inicialmente una alianza de productores, músicos y cantantes que tomó forma en el estudio de grabación. El álbum Bajofondo Tango Club, editado en noviembre de 2002, tiene una larga lista de invitados. Bajofondo Tango Club ganó el Premio Gardel al "Mejor álbum de música electrónica" en Argentina, donde las ventas llegaron a Triple Platino, y un Premio Grammy Latino al "Mejor Álbum Pop Instrumental". El disco vendió más de 300.000 copias alrededor del mundo. Bajofondo evolucionó de ser un concepto creado por dos productores a convertirse en una banda de ocho integrantes que realiza constantes giras alrededor del mundo. Campodónico y Santaolalla produjeron el disco del pianista y compositor de Bajofondo Luciano Supervielle en 2005. En 2007 el colectivo editó su segundo álbum llamado Mar Dulce. Presente, el tercer trabajo de Bajofondo se editó en 2013 y ganó dos Premios Grammy Latino.

### Campo
Campodónico desarrolló su trabajo como DJ y remixer, bajo el nombre de Campo. Hizo remixes para Mala Rodríguez y Badfellas, entre otros. En 2011, creó un proyecto musical y una banda con ese nombre, con la base instrumental de Bajofondo y un grupo de músicos, compositores e intérpretes de diferentes partes del mundo como el cantautor Martin Rivero, la cantante sueca Ellen Arkbro, la VJ y cantante Verónica Loza y el músico electrónico Pablo Bonilla. El álbum debut de Campo fue producido por Campodonico y Gustavo Santaolalla; junto a Joe Chiccarelli, ingeniero de sonido de discos de The Strokes, The Shins y The White Stripes. El disco editado en forma independiente fue nominado en los premios MTV Europa, el Premio Grammy y los Grammy Latino. Entertainment Weekly eligió la canción "1987" como una de las "25 canciones para bajar antes de los Grammy".
En 2015 gana el Premio Grafitti, al mejor álbum de música electrónica por Remixes & Rarezas.

## Producción
Peyote Asesino se separó en 1999. Juan encontró refugio en la computadora y en la producción, trabajando con varias bandas de Uruguay. En esos momentos Jorge Drexler, que se encontraba en Madrid y con una importante trayectoria allí lo llama para trabajar. Campodónico junto a Carlos Casacuberta (otro exintegrante de Peyote) producen su disco «Frontera» para la Virgin EMI española que fue grabado en Uruguay, íntegramente en una PC.
El disco fue recibido por la prensa española con incontables elogios, haciendo énfasis en el nueva estética sonora de Drexler. La mezcla de baladas, ritmos y sensibilidad características rioplatenses junto con toques de música electrónica y trip hop. Sumado al increíble logro de hacer un álbum «de avanzada» solamente con una computadora hogareña.
Campodónico también produjo los discos de Drexler Sea (2001), Eco (2004) y 12 segundos de oscuridad (2006). En 2006 produjo Raro de la banda uruguaya El Cuarteto de Nos, que fue nominado a un Grammy Latino por la canción "Yendo a la casa de Damián." Es también el productor de los discos de El Cuarteto Bipolar (2009) y Porfiado (2012), ganador de dos Premios Grammy Latino. En 2008 trabajó como coproductor del disco Mediocre de la artista mexicana Ximena Sariñana. En 2011 produjo Nunca o una eternidad de la argentina Deborah del Corral. Además de los tres álbumes de Bajofondo, Campodónico produjo con Gustavo Santaolalla todos los proyectos relacionados con el colectivo, como los discos de Luciano Supervielle Bajofondo presenta Supervielle (2005) y Reverie (2010), y los álbumes de Santullo (2009) y Campo (2011).

## Cine, televisión y publicidad
La música de Campodónico ha sido usada en varias series de TV y piezas publicitarias. El comercial de auto, la serie del Canal Warner Nikita y la telenovela de TV GLOBO A Favorita (Brasil) usan la canción "Pa' Bailar", del disco Mar Dulce de Bajofondo. El tema «Mi Corazón» incluido en Bajofondo Tango Club, ha sonado muchos lugares del mundo tanto en comerciales, cortinas de programas televisivos y también en series de HBO. «Montserrat» ha sido usado por la cadena Macy's. El tema «Los tangueros» llegó al número 2 de la lista de Club Play del chart Dance de Billboard en Estados Unidos. Produjo una versión del tema "Livin' La Vida Loca" para el film Shrek II. En 2013 junto a Jaime Roos y Pablo Bonilla, compuso la banda sonora original del documental uruguayo Jugadores con Patente.

## Discografía seleccionada
Como músico, compositor e intérprete:

### Con Peyote Asesino
- 1995, El Peyote Asesino
- 1998, Terraja
- 2021, Serial

### Con Bajofondo
- 2002, Bajofondo Tango Club
- 2005, Remixed
- 2007, Mar Dulce
- 2013, Presente

### Con Campo
- 2011, Campo
- 2013, Remixes y Rarezas
- 2017, Tambor del Cosmos

## Como productor
Jorge Drexler
- 1999, Frontera (Virgin)
- 2001, Sea (Virgin)
- 2004, Eco (Dro)
- 2005, Eco2 (includes 3 bonus tracks + DVD) (Dro)
- 2006, 12 Segundos de Oscuridad

El Cuarteto de Nos 
- 2004, El Cuarteto de Nos
- 2006, Raro
- 2009, Bipolar
- 2012, Porfiado
- 2014, Habla tu espejo
- 2019, Jueves (canción: Contrapunto para Humano y Computadora)

### Otros
- 1999 Solo de noche  No Te Va Gustar
- 2000, Aquí...ahora... de Sordromo
- 2000, Dos Pasajes Paramarte de Snake
- 2005, Supervielle de Luciano Supervielle (junto a Gustavo Santaolalla)
- 2007 , El impulso de La Vela Puerca
- 2011, Rêverie de Luciano Supervielle (junto a Gustavo Santaolalla)
- 2009, Santullo de Santullo (junto a Gustavo Santaolalla)
- 2008, Mediocre de Ximena Sariñana (coproducción)